# Cassidinopsis emarginata
Cassidinopsis emarginata là một loài chân đều trong họ Sphaeromatidae. Loài này được Guérin-Méneville miêu tả khoa học năm 1843.